# Сан Клементе (Болоња)
Сан Клементе (итал. San Clemente) је насеље у Италији у округу Болоња, региону Емилија-Ромања.
Према процени из 2011. у насељу је живело 66 становника. Насеље се налази на надморској висини од 177 м.